# Wirteltor (Düren)

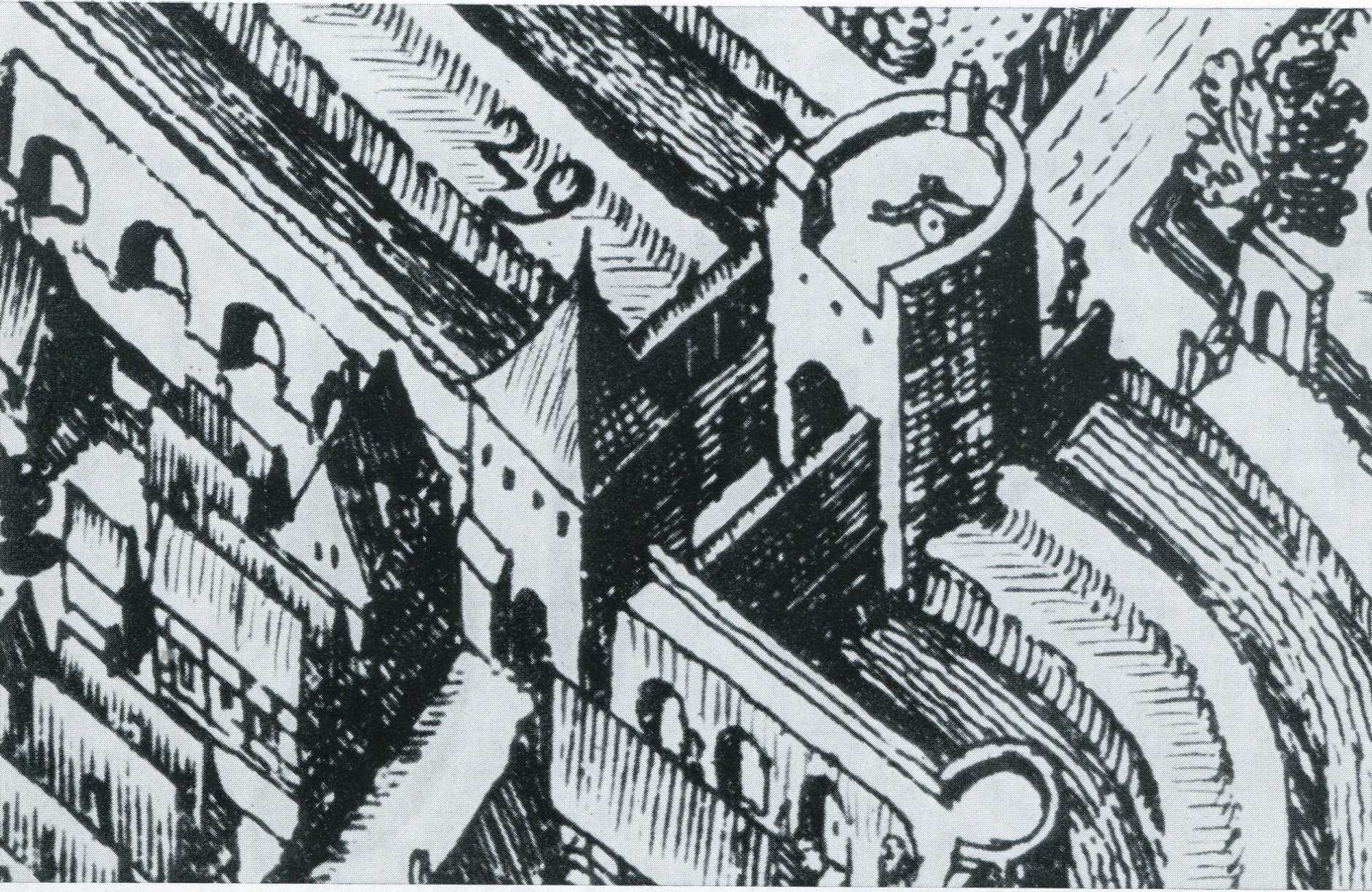
Das Wirteltor von 1657

Das im Jahre 1392 erstmals urkundlich erwähnte Wirteltor war ein Stadttor in Düren in Nordrhein-Westfalen. Es stand an der Nordseite der Stadt an der Einmündung der Wirtelstraße in die Schenkelstraße. Es gehörte zur Dürener Stadtbefestigung. 
Das Wirteltor war ein zweigeschossiges Turmtor, welches Ende des 14. bzw. Anfang des 15. Jahrhunderts erbaut worden war. Dieses Tor entsprach in seiner Bauart fast dem des Obertores. Es wurde am 14. April  1832 auf Abbruch versteigert und 1834 abgerissen.